# Осло-тунель
59°54′53″ пн. ш. 10°43′59″ сх. д. / 59.914762° пн. ш. 10.733149° сх. д.
Осло-тунель (норв. Oslotunnelen) — двоколійний залізничний тунель завдовжки 3632 м, що прокладено між площею Олава Кюрреса та станцією Осло-Центральне у столиці Норвегії.
Тунель є найсхіднішою дистанцією Драмменбанена і прокладений під центральним діловим районом Осло. У тунелі ротащована чотириколійна станція Національний театр, друга за завантаженістю залізнична станція Норвегії, де Осло-тунель знаходяться безпосередньо під Спільним тунелем метро Осло.
У Фрогнері, була побудована станція Елізенберг, але ніколи не використовувалася.
Тунель є найзавантаженішею дистанцією залізниці Норвегії і обслуговує всі поїзди західного напрямку з Осло, включаючи багато послуг приміської залізниці Осло та експрес-поїзда до аеропорту.
Традиційно в Осло було дві станції: більша Осло-Східне (або Oslo Ø, розташована на місці нинішнього Осло-Центральне) і Осло-Західне (Oslo V), яка обслуговувала Драмменбанен. Це спричинило фізичний бар'єр між двома частинами залізничної мережі, сполученими лише портовою залізницею Осло яка частково проходила міськими вулицями.
Офіційне планування центральної станції та тунелю, що сполучає Драмменбанен з Oslo Ø почалося в 1938 році, а остаточні плани були затверджені в 1968 році. Осло-тунель відкрито 1 червня 1980 року і дозволив закрити станцію Осло V в 1989 році.
В 1999 році станцію Національний театр було значно оновлено і розширено до чотирьох колій, а в 2008—2010 роках тунель зазнав серйозне технічне оновлення.
Є плани побудувати другий тунель, щоб збільшити пропускну здатність поїздів на захід від Осло.